# Gare de Lesseux - Frapelle
Gare de Lesseux - Frapelle vasútállomás Franciaországban, Lusse településen.

## Vasútvonalak
Az állomást az alábbi vasútvonalak érintik:
- Strasbourg–Saint-Dié-vasútvonal
- Sélestat-Lesseux-Frapelle-vasútvonal

## Kapcsolódó állomások
A vasútállomáshoz az alábbi állomások vannak a legközelebb:
- Gare de Raves - Ban-de-Laveline
- Gare de Provenchères-sur-Fave